# Sarah Snook

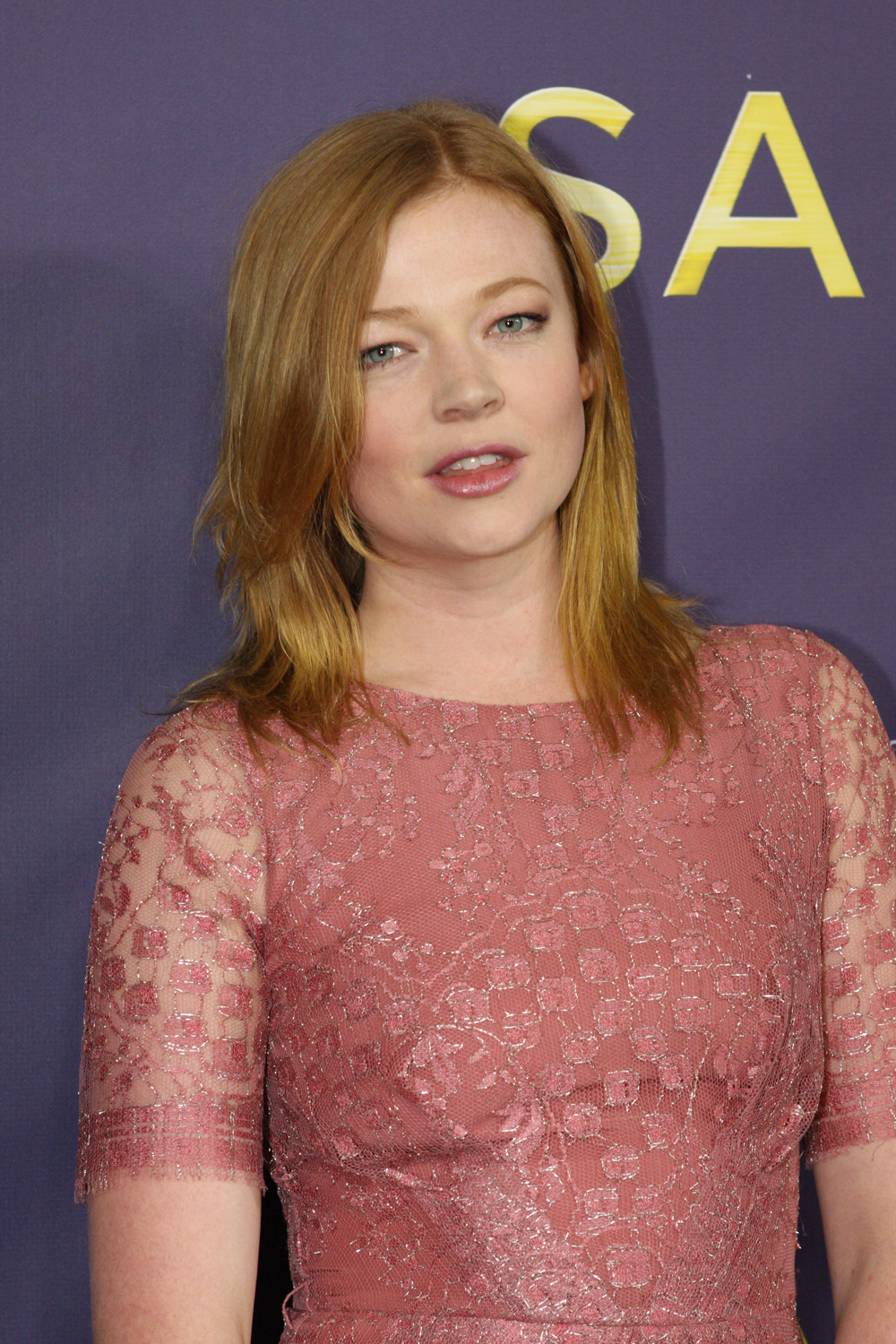
Sarah Snook in Sydney (2012)

Sarah Snook (* 1. Dezember 1987 in Adelaide, South Australia) ist eine australische Schauspielerin.

## Karriere
Snook hatte Rollen in Fernsehserien wie beispielsweise All Saints, Blood Brothers oder Spirited. Im Fernsehfilm Sisters of War (2010) agierte sie als Lorna Whyte. In der Drama-Romanze Sleeping Beauty (2011) hatte sie eine Nebenrolle als Flatmate. In der Comedy-Romanze Sex ist (k)ein Kinderspiel (2012) verkörperte sie die Rolle der Stevie. Für ihre Rolle als Die unverheiratete Mutter/Jane/John in Predestination bekam sie den AACTA Award 2015 als beste Hauptdarstellerin.
Bei der Verleihung der Golden Globe Awards 2022 wurde sie für ihre Darstellung der Shiv Roy in der Serie Succession als Beste Nebendarstellerin ausgezeichnet.

## Filmografie (Auswahl)
- 2009: All Saints (Fernsehserie, Episode 12x20)
- 2010: Sisters of War (Fernsehfilm)
- 2010: Crystal Jam (Kurzfilm)
- 2011: Die Chaosfamilie (Packed to the Rafters, Fernsehserie, 2 Episoden)
- 2011: Blood Brothers (Fernsehfilm)
- 2011: Sleeping Beauty
- 2011: Spirited (Fernsehserie, 10 Episoden)
- 2012: Sex ist (k)ein Kinderspiel (Not Suitable for Children)
- 2013: These Final Hours
- 2013: Redfern Now (Fernsehserie, Episode 2x06)
- 2014: Clementine (Fernsehfilm)
- 2014: Predestination
- 2014: Jessabelle – Die Vorhersehung (Jessabelle)
- 2015: Holding the Man
- 2015: Steve Jobs
- 2015: The Dressmaker – Die Schneiderin (The Dressmaker)
- 2015: Oddball – Retter der Pinguine (Oddball)
- 2015: The Beautiful Lie (Fernsehserie, 6 Episoden)
- 2016: Oranges Don’t Grow on Trees (Kurzfilm)
- 2016: The Ravens (Kurzfilm)
- 2016: Black Mirror (Fernsehserie, Episode 3x05)
- 2017: Schloss aus Glas (The Glass Castle)
- 2018: Brothers’ Nest
- 2018: Winchester – Das Haus der Verdammten (Winchester)
- 2018–2023: Succession (Fernsehserie, 39 Episoden)
- 2020: Pieces of a Woman
- 2020: An American Pickle
- 2020: Soulmates (Fernsehserie, Episode 1x01)
- 2023: Run Rabbit Run
- 2023: Koala Man (Fernsehserie, Stimme von Vicky)
- 2023: The Beanie Bubble
- 2024: Memoir of a Snail (Stimme)

## Auszeichnungen
- 2015: Australian Film Critics Association Award als beste Nebendarstellerin in These Final Hours[3]
- 2015: AACTA Award als beste Hauptdarstellerin in Predestination
- 2022: Golden Globe Award als beste Nebendarstellerin in der Serie Succession